# Sony Ericsson W302
Sony Ericsson W302 är en mobiltelefon från Sony-Ericsson.